# Xã Topeka, Quận Shawnee, Kansas
Xã Topeka (tiếng Anh: Topeka Township) là một xã thuộc quận Shawnee, tiểu bang Kansas, Hoa Kỳ. Năm 2010, dân số của xã này là 917 người.